# Waldemar Kowalski (psycholog)
Waldemar Kowalski (ur. 15 kwietnia 1961) – polski psycholog, major Służby Więziennej w stanie spoczynku oraz badacz historii.

## Życiorys
Z wykształcenia psycholog. Od 1993 pracownik Aresztu Śledczego przy ul. Kurkowej w Gdańsku, gdzie pełnił m.in. funkcję wicedyrektora i dyrektora. Obowiązki służbowe łączył z prowadzeniem prac badawczych w więziennym archiwum i popularyzacją historii ofiar terroru komunistycznego. Był inicjatorem prowadzenia w placówce zajęć edukacyjnych z zakresu historii dla młodzieży, współpracy ze środowiskami kombatanckimi i seniorami, a także spotkań dla więźniów z ludźmi kultury – m.in. historykami, reżyserami, aktorami.
Jest autorem i współautorem publikacji, wystaw, scenariuszy filmów dokumentalnych i audycji radiowych poświęconych historii gdańskiego Aresztu Śledczego, Gdańska i II wojny światowej. Poprzez swoją pracę badawczą przyczynił się do odnalezienia i ekshumacji szczątków bohaterów podziemia antykomunistycznego: Danuty Siedzikówny „Inki”, Feliksa Selmanowicza „Zagończyka” i Adama Dedio „Adriana”. W oparciu o jego ustalenia odkryto w gdańskim więzieniu zasypane karcery, miejsca pochówku więźniów zmarłych na tyfus, a także ustalono lokalizację celi, w której w 1917 roku więziony był Józef Piłsudski.
Od 2010 związany z Muzeum II Wojny Światowej w Gdańsku, w którym pełnił funkcję kierownika Działu Dokumentacji Filmowej.

## Odznaczenia i nagrody
- Nagroda Kustosz Pamięci Narodowej (2022)[4],
- Medal Stulecia Odzyskanej Niepodległości (2019),
- Medal Prezydenta Miasta Gdańska (2010),
- Odznaka Okolicznościowa Dyrektora Generalnego Służby Więziennej „Katyń" (2009),
- Wyróżnienie Oficerskie – imiennie grawerowana szabla – od Zarządu Głównego Stowarzyszenia Oficerów Więziennictwa (2009),
- Medal Chana Dżelal Ed Dina za zasługi dla Tatarów RP (2009),
- Wyróżnienie Prezesa NBP (z rekomendacji IPN), jako zasłużonemu z Pomorza dla utrwalania niepodległości Polski (2008),
- Brązowy Krzyż Zasługi (2005),
- Srebrna Odznaka „Za zasługi w pracy penitencjarnej” (2003).

## Publikacje
- Waldemar Kowalski: Adam Dedio (1918-1947): dobry syn. Warszawa – Gdańsk: Instytut Pamięci Narodowej, 2017. ISBN 978-83-8098-109-6. OCLC 1002945824. Brak numerów stron w książce
- Waldemar Kowalski: Dwie strony krat: z historii więzienia w Gdańsku. Gdańsk: Instytut Pamięci Narodowej, 2003. OCLC 751488832. Brak numerów stron w książce